# Orasice
Orasice je vesnice, část obce Počedělice v okrese Louny. Nachází se asi 2 km na severovýchod od Počedělic. Prochází zde silnice II/246. V roce 2009 zde bylo evidováno 104 adres. V roce 2011 zde trvale žilo 74 obyvatel.
Orasice je také název katastrálního území o rozloze 3,66 km2.

## Geografie
Území obce je protáhlé od severu k jihu. Jihozápadní hranici katastru tvoří řeka Ohře, s nadmořskou výškou zhruba 168 m. Obydlená část obce je v těsné blízkosti řeky, především při severní straně silnice. Rozkládá se přibližně asi 4 metry nad hladinou řeky. Obcí protéká od severozápadu Chožovský potok, který se na okraji obce vlévá do Ohře.

## Historie
První písemná zmínka o obci pochází z roku 1143.

## Obyvatelstvo
|                                                                          | 1869 | 1880 | 1890 | 1900 | 1910 | 1921 | 1930 | 1950 | 1961 | 1970 | 1980 | 1991 | 2001 | 2011 |
| ------------------------------------------------------------------------ | ---- | ---- | ---- | ---- | ---- | ---- | ---- | ---- | ---- | ---- | ---- | ---- | ---- | ---- |
| Obyvatelé                                                                | 245  | 255  | 225  | 256  | 265  | 228  | 231  | 171  | 155  | 135  | 71   | 80   | 87   | 74   |
| Domy                                                                     | 46   | 48   | 50   | 52   | 55   | 56   | 58   | 55   | .    | 47   | 29   | 47   | 45   | 49   |
| Počet domů z roku 1961 je zahrnut v celkovém počtu domů obce Počedělice. |      |      |      |      |      |      |      |      |      |      |      |      |      |      |

## Pamětihodnosti
- Kostel svatého Mikuláše[7]
- Socha Pieta

## Galerie

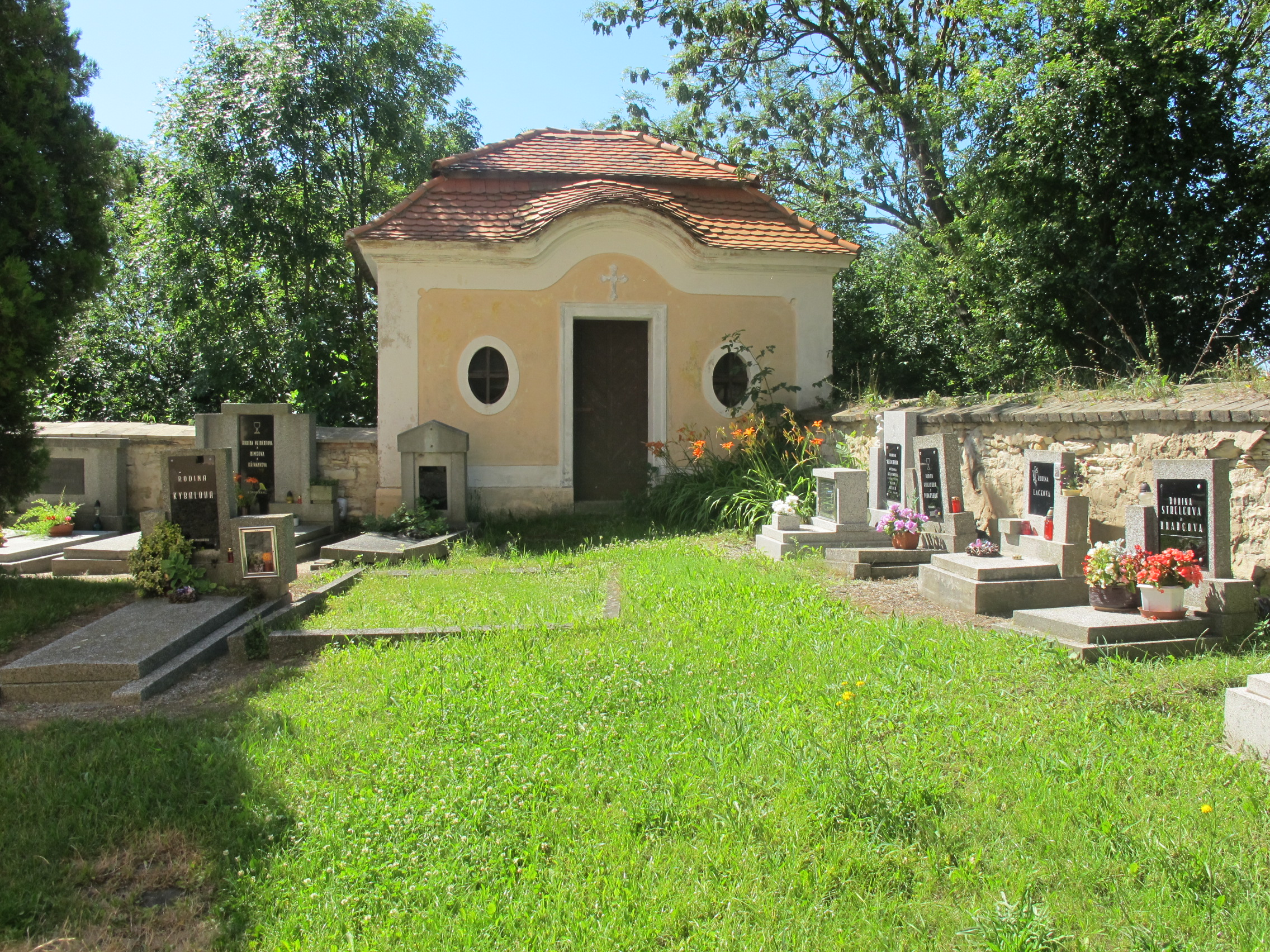
Barokní márnice na hřbitově
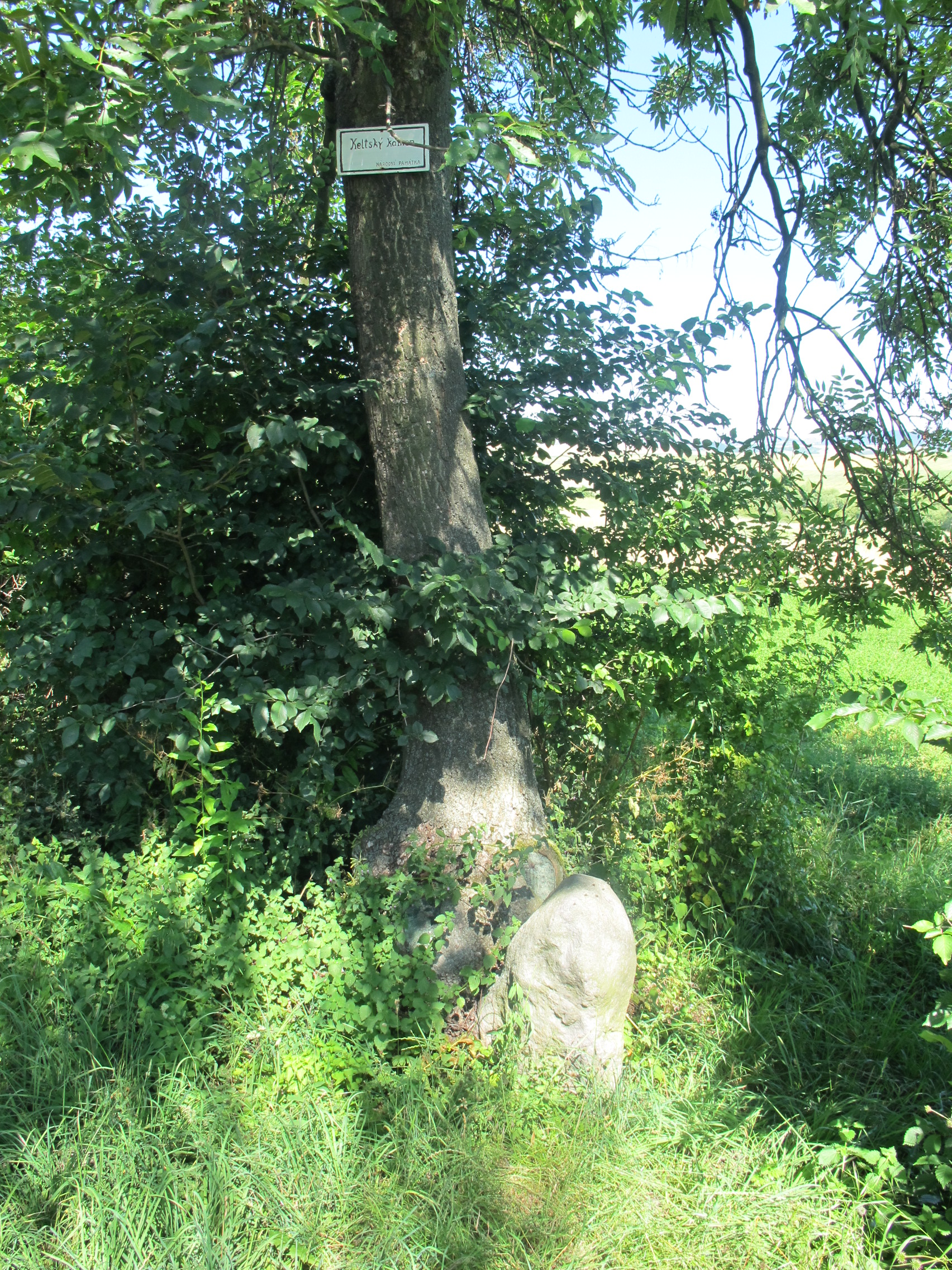
Kámen nazývaný "Keltský"
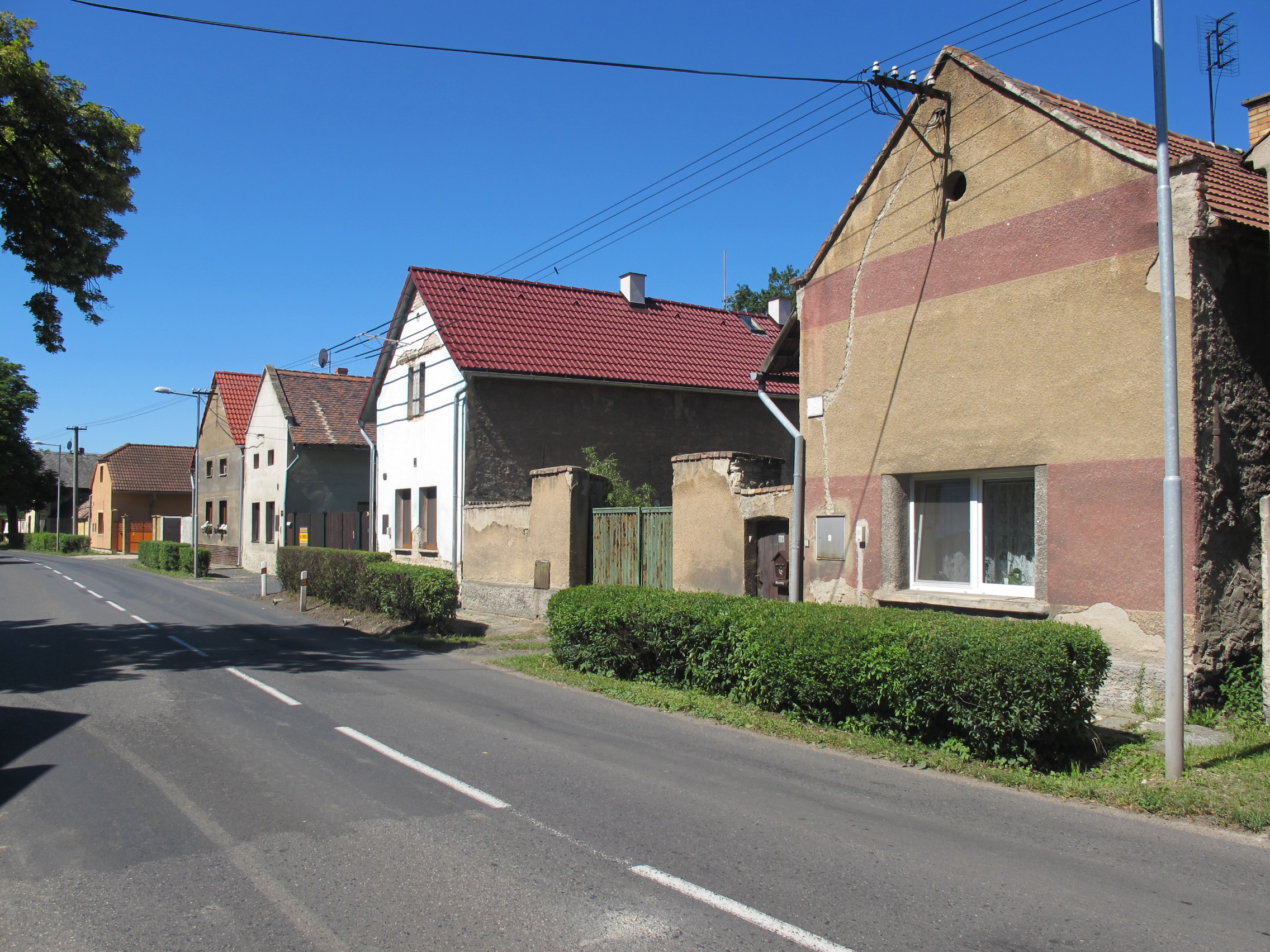
Průjezdní silnice